# Пёстрый усач
Пёстрый усач, или дубовый клит (лат. Plagionotus detritus) — вид жуков-усачей из подсемейства настоящих усачей. По окраске очень напоминает осу. Распространён в Европе, России, на Кавказе и в Закавказье, в северном Казахстане, Иране и на Ближнем Востоке. Длина тела взрослых насекомых 10—20 мм. Кормовыми растениями личинок являются различные широколиственные деревья: дуб, лещина, бук, каштан и др.